# Ioan Ferenț
Ioan Ferenț, cunoscut și ca János Ferentz (n. 12 ianuarie 1886, Dărmănești, Bacău, România – d. 3 august 1933, Butea, Roman, România) a fost un istoric și preot romano-catolic român de origine ceangăiască.
Acesta este recunoscut în istoriografie ca autorul lucrării ample Cumanii și episcopia lor ce face parte din studiul Începuturile catolicismului în Moldova, care privește epocile teutonă și cumană în teritoriu. Studiul s-a remarcat ca lucrare de referință în subiectul istoriei Bisericii Catolice din Moldova și a cumanilor.

## Biografie
S-a născut în satul locuit de romano-catolici de origine secuiască Brătulești, pe malul drept al râului Uz, din localitatea Dărmănești, acesta fiind de etnie ceangăiască. A fost unchiul preotului profesor Eduard Ferenț.
A absolvit Seminarul romano-catolic din Iași la începutul anilor 1900, unde, în conformitate cu acordul instituției cu statul român, elevii erau educați într-un spirit naționalist-românesc. Ca minorit conventual, și-a continuat studiile la Innsbruck (Austro-Ungaria) și Fribourg (Elveția), unde a devenit istoric. Lucrarea sa de doctorat, De iudicialis duelli ordalio eiusque ab Ecclesia impugnatione usque ad annum 1234. Disertatio historico-canonica, scrisă în limba latină în 1909 la facultatea de teologie catolică din cadrul Leopold-Franzens-Universität Innsbruck, a dezbătut duelul judiciar între anii 500 și 1234. Aceasta a fost publicată cu titlul Duelul judiciar între anii 500 și 1234: disertație istorico-juridică, la Editura Universității „Alexandru Ioan Cuza” din Iași, în 2010.
De la Innsbruck a trimis articole la ziarul „Unirea” din Blaj. Întorcându-se la Iași, a devenit vicar și profesor de teologie. Ulterior i s-a propus oferirea titlului de episcop de Iași, însă a ajuns doar paroh de Răchiteni (în maghiară Domafalva) între 1920–1923 și la Butea/Miclăușeni (în maghiară Miklósfalva) între 1923–1933. În acest timp a locuit la Butea.
Potrivit lui Pál Péter Domokos, Ferenț a fost vorbitor de limbă maghiară și de limbă română. Nepotul său, Eduard Ferenț a mai completat că pe lângă maghiară vorbea curent și limbile germană, franceză, italiană, latină și greacă. A ieșit în evidență ca primul preot din dieceză care a tradus din limba greacă în română Noul Testament, manuscrisul fiind furat de pe noptieră în ziua morții sale, 3 august 1933.
Etnograful Péter Halász⁠(d) a menționat că Ferenț s-a născut în anul morții preotului cărturar Ince János Petrás, „ca o răsplată cerească pentru poporul ceangău”.

## Activitate

### Cumanii și episcopia lor

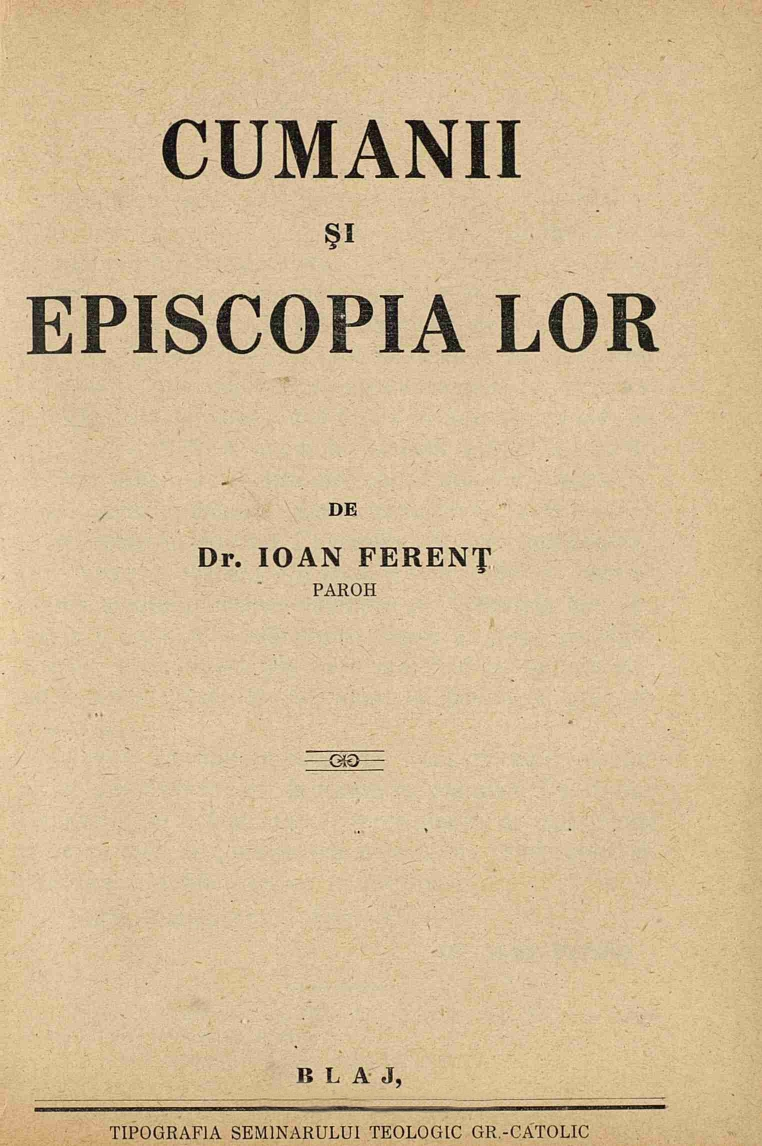
Coperta cărții

Ioan Ferenț este autorul lucrării Cumanii și episcopia lor, neterminată, publicată la Tipografia seminarului teologic greco-catolic, Blaj, 1931, prin preotul Victor Macaveiu, fiind partea a doua despre epoca cumană din studiul „Începuturile catolicismului în Moldova”, început cu partea întâi despre epoca teutonă. Prima parte a fost publicată doar în numărul revistei Cultura creștină din Blaj, 4-6, aprilie-iunie 1920, iar partea a doua în perioada 1922-1925 în aceeași revistă. În lucrarea separată a completat istoricul Moldovei din secolele XI-XIII și al fostului Etelköz de înaintea întemeierii principatului. A scris despre cumani, descendenții lor maghiarofoni și maghiarii ajunși mai târziu în regiune dar și despre Episcopia de Milcov din deceniile anterioare marii invazii mongole de la 1241-1242; despre cumanii convertiți la catolicism de Ordinul predicatorilor care au avut parte de o episcopie proprie înființată de Papa Grigore al IX-lea în 1227, la granița viitoarelor regiuni Moldova și Țara Românească, pe râul Milcov, despre arhiepiscopul Robert de Esztergom care l-a numit pe călugărul dominican Theodoric drept episcop al cumanilor; despre distrugerea episcopiei de marea invazie mongolă din 1241.
Potrivit lui Pál Péter Domokos, terminologia folosită în lucrări reflectă totuși educația în spiritul românesc, împreună cu concepția. Domokos a mai completat cum cultura vastă despre subiect l-a făcut pe Ferenț să observe preconcepțiile tendențioase ale istoricilor români contemporani cu el și să le indice greșelile. Astfel, având la bază convingerea științifică proprie, a refuzat intervențiile în rezultatele cercetărilor, inclusiv din partea lui Nicolae Iorga, pe care l-a refuzat să-l preia ca exemplu.
Ferenț a declarat că: „... unde m-aș fi așteptat la încurajări, nu am primit altceva decât o despicătură, un obstacol, parcă de bună voie să-mi împiedic anchetele cu care cercetam istoria vieții catolice moldovenești”. Acesta se plângea că este dificil sau imposibil să obțină resursele necesare studiului. În materie de surse a apelat inclusiv la documente publicate din Arhiva Vaticanului dar și lucrări larg cunoscute.
Pál Péter Domokos a menționat că acesta avea la Butea o bibliotecă voluminoasă și tot acolo realiza disertațiile fundamentale despre epoca teutonă, subiect dezbătut de acesta în articolele din Cultura Creștină.
Istoricul László Makkai⁠(hu)[traduceți] a numit studiul „Cumanii și episcopia lor” în cartea acestuia A milkói (kun) püspökség és népei din anul 1936 ca fiind „cea mai bună și mai exhaustivă lucrare despre această problemă până în prezent”.
Pál Péter Domokos a tradus în 1980 în limba maghiară lucrarea acestuia, dar fără textele originale în limba greacă din note, ajutând la completarea bazei de cunoștințe a maghiarilor referitor la istoria cumanilor, de la formarea lor până la cucerirea de teritorii, declin și dispariția din viața politică, crearea episcopiei catolice și punerea bazelor bisericii catolice din Moldova. Lucrarea a fost publicată cu un cuvânt înainte al traducătorului ca A kunok és püspökségük la Szent István Társulat, Az Apostoli Szentszék Könyvkiadója, Budapesta, în 1981.

### Ca paroh
Acesta a menționat că 17 sate aparținând parohiei Răchiteni sunt maghiare. Conform Marelui Dicționar Geografic al României, vol. V, 1902, populația Răchiteniului este compusă „numai din Unguri”. După János Jerney⁠(hu)[traduceți], În 1844 locuitorii se mai știau doar „oarecum” maghiari. Cercetătorul Yrjö Wichmann a găsit deja vorbitori de română la începutul anilor 1900. Aceste date l-au făcut pe istoricul Péter Halász să se întrebe cum a fost posibil ca un preot educat la Iași precum Ferenț să accepte originea maghiară a locuitorilor, bănuind că preotul istoric nu era de acord cu politica dusă de Episcopia de Iași privind românizarea ceangăilor din Moldova, alegând cercetarea originilor acestora. Tot Halász a adăugat faptul că problema ar putea fi lămurită dacă ar exista acces la arhivele de documente ale parohiei și episcopiei. O altă întrebare adusă este de ce Ferenț a ales să studieze în străinătate, deși a absolvit seminarul din Iași, și de ce nu și-a publicat rezultatele cercetărilor sale despre istoria bisericii catolice din Moldova la episcopia de Iași sau la tipografia de la Hălăucești (în maghiară Halasfalva) și s-a orientat către publicațiile puțin cunoscute de la Blaj, din Transilvania.
În opinia lui Péter Halász, Ferenț a avut grijă să nu permită vreun atac la adresa originii sale maghiare, fapt dovedit de vizitele lui Pál Péter Domokos din 1929 și 1932 la casa acestuia din Miclăușeni, unde l-a împrumutat pe Domokos cu volumul „Codex Bandinus” publicat de Academia Română și i-a dat un exemplar al cărții acestuia recent publicată, cu o dedicație scrisă în limba română: „Neobositului călător și cercetător la un trecut mai bun. Butea, 19 aug 1932. Autorul”, deși preotul vorbea limba maghiară, chiar și în parohie. De asemenea l-a mai ajutat pe Domokos cu alte cărți rare din biblioteca proprie. Domokos ulterior a declarat: „În timpul discuțiilor noastre – în camera lui am vorbit în limba maghiară, cum am ieșit am vorbit românește –, am avut impresia că și-a regăsit originea maghiară în adâncul sufletului său, dar nu a putut face cale întoarsă pe drumul desemnat cu forța”. Potrivit lui Péter Halász, cei doi s-au aflat într-o relație de prietenie.
Domokos a mai menționat că Ferenț își găsea alinare îngrijind flori.

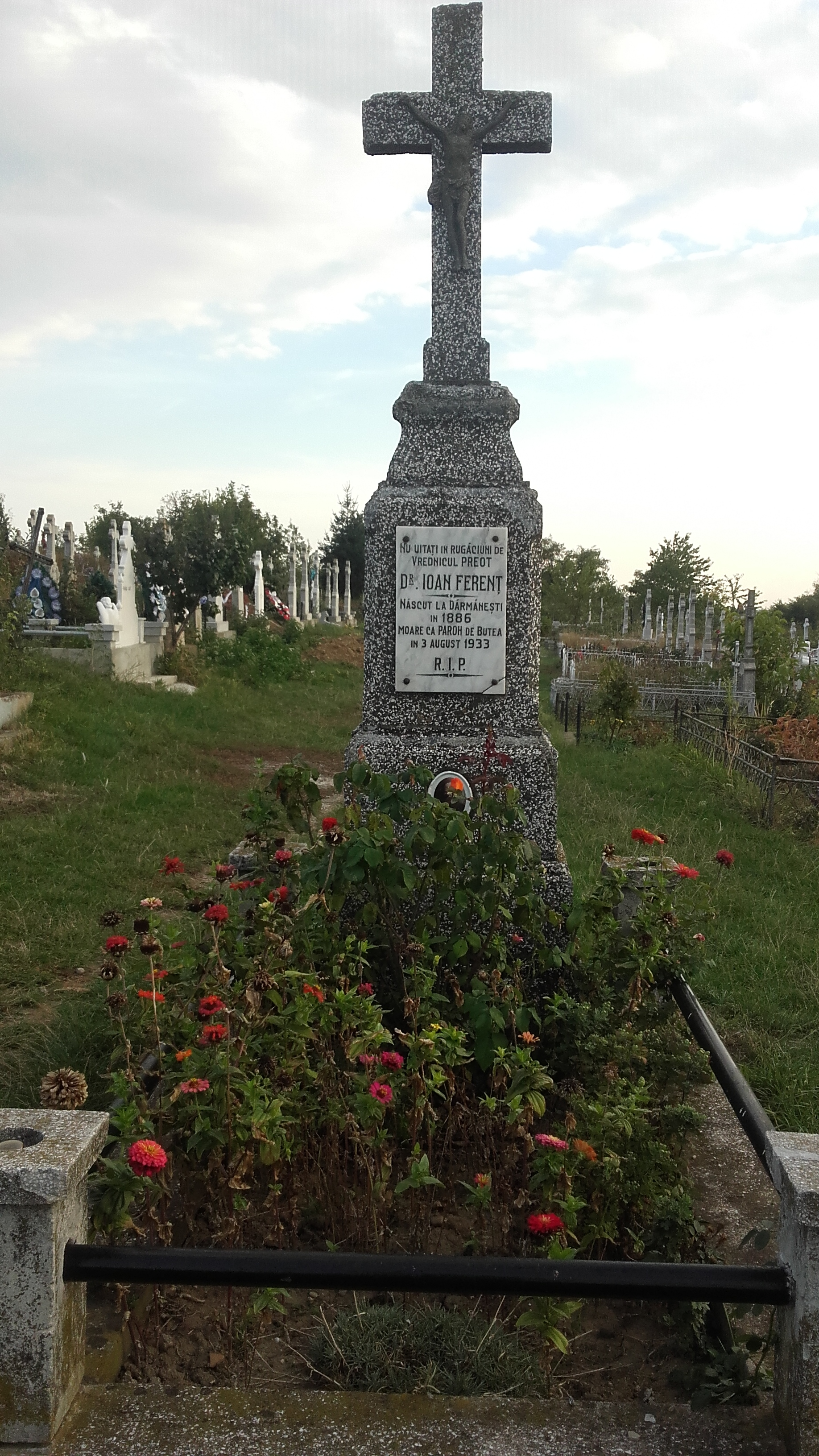
Mormântul lui Ioan Ferenț din cimitirul catolic din Butea.

A murit în data de 3 august 1933. În numărul revistei Lumina Creștinului 9/1933 au fost menționate realizările acestuia într-un articol memorial: bisericile construite la Fărcășeni și Caracași, cele în domeniul vieții spirituale și opera literară. La înmormântarea acestuia au fost prezenți episcopul Mihai Robu împreună cu persoane din episcopie și personalități precum parohul de Văleni Carol Rist, provincialul franciscan Iosif Petru Pal, preotul Grigore Enariu, decanul districtual Dumitru Romila, rectorul István Jakubek.
„Domnul dr. Ioan Ferenț publică în revista Cultura creștină din Blaj un studiu detaliat, de o construcție solidă, de un stil foarte precis și de o informație destul de bună, despre Cavalerii Teutoni în Țara Bârsei și în Muntenia, ca un capitol dintr-o istorie a catolicismului în Moldova.

Tânărul autor crede că-i e îngăduit — și mulțămim și foii blăjene — să ironiseze cele câteva pagini pe care le-am dat, în treacăt despre același subiect [...].”
„[...] preotul Ferenț din Iași, cu toate asperitățile criticei sale tendențioase, [servește] rîvnitor cunoașterea trecutului nostru.”—Nicolae Iorga
„A fost un om cu educație europeană, unul dintre cei mai importanți pastori ai eparhiei, un excelent organizator și un creator neobosit și, nu în ultimul rând, cel mai conștiincios cunoscător al începuturilor catolicismului moldovenesc și un cunoscut istoric al acelor vremuri. [...] Nu dorea glorie și rang, poate că ar fi putut deveni episcop, dar a ales viața unui simplu paroh de sat pentru ocupația preferată, studiul istoric. [...] Viața lui era la lucru, iar singurul lucru tragic era că el a fost singurul preot ceangău vorbitor de limbă maghiară, dar plecat într-un sat în care credincioșii uitaseră deja cu desăvârșire vechea lor limbă maternă.”—Pál Péter Domokos
„Pentru ultima perioadă a șederii cumanilor în părțile noastre, lucrarea cea mai temeinică și mai amănunțită e a preotului unit loan Ferenț. De la el înțelegem marea răspândire a cumanilor, din stepele Rusiei de sud, până în Bulgaria, continuitatea comunității lor, cu toate că celor de la răsărit li se zicea cumani albi, iar celor de la apus, cumani negri. În marile lor mișcări, vedem căpetenii ale cumanilor albi acționând până în Balcani sau împotriva Ungariei – fenomen pe care-I vom găsi și în faza marii retrageri a cumanilor în fața atacului mongolilor.”—Neagu Djuvara

## Scrieri
- Jubileul convictului teologic din Insbruck, în Unirea, Blaj, 1908
- Studenții catolici și Wahrmund, în Unirea, Blaj, 1908
- Tu ești Petru, în Unirea, Blaj, 1911
- Ieremia Movilă și catolicismul, în Calendarul catolic, Bacău, 1915
- Istoria catolicismului în Moldova, în Cultura creștină, nr. 3, Blaj
- Istoria catolicismului în Moldova. Epoca teutonă, în Cultura creștină, nr. 9, Blaj, 1920
- Franciscanii în Moldova și Muntenia înainte de 1291, în Cultura creștină, nr. 14, Blaj, 1925
- Duhul Apostolatului rugăciunii, în Lumina Creștinului, nr. 1, Iași, 1930
- Cumanii și episcopia lor, Tipografia seminarului teologic greco-catolic, Blaj, 1931; tradusă în limba maghiară de Pál Péter Domokos ca A kunok és püspökségük, Szent István Társulat, Az Apostoli Szentszék Könyvkiadója, Budapest, 1981; ediția bilingvă româno-maghiară Ferenț din colecția „Bibliotheca Moldaviensis” editată de Hargita Kiadóhivatal/Editura Harghita, Miercurea Ciuc, 2007
- Începuturile Bisericii Catolice în Moldova, ediție postumă îngrijită de pr. prof. dr. Eduard Ferenț, Iași, 2004, ISBN 973-8474-52-3
- Duelul judiciar între anii 500 și 1234: disertație istorico-juridică, publicare postumă îngrijită de pr. prof. dr. Eduard Ferenț, Editura Universității „Alexandru Ioan Cuza” din Iași, 2010, ISBN 978-973-703-558-5

## In memoriam
- În Butea, Iași o stradă a fost denumită Preot Ioan Ferenț.[27]